# Mój ojciec
Mój ojciec – książka Zofii Nałkowskiej z 1953. Stanowi zbiór wspomnień pisarki o ojcu, geografie, społeczniku i pisarzu Wacławie Nałkowskim. Wacław Nałkowski stanowił barwną indywidualność, wspomnienia Nałkowskiej charakteryzują się przy tym dużą bezpośredniością – portret bohatera jest dzięki temu przekonujący i barwny.